# Оскар Луиђи Скалфаро
Оскар Луиђи Скалфаро (итал. Oscar Luigi Scalfaro; 9. септембар 1918 — 29. јануар 2012) био је италијански политичар који је обављао функцију председника Италије од 1992. до 1999. године. Претходно је био министар јавног образовања, унутрашњих послова и транспорта.
Изабран је у 16. кругу председничких избора 1992, који се у Италији одвија у скупштини, након што у претходне две недеље избора ниједан кандидат није остварио потребан број гласова. Убиство судије Ђованија Фалконеа је убрзало изборни поступак. У току његовог мандата је започела велика корупционашка афера "Чисте руке" (Танђентополи), током које су се скоро све веће политичке партије погасиле и распале, а њихово вођство похапшено, или чекало судске процесе. На самом почетку његовог мандата је италијанска мафија извршила атентат на Фалконеовог сарадника и блиског пријатеља Паола Борселина, а такође је Силвио Берлускони, дотадашњи предузетник и власник неколико ТВ станица, одлучио да уђе у политику, па је на изборима 1994. победио и први пут формирао власт.
Током Другог светског рата му је преминула супруга, која је у то време имала 20 година, и са којом је имао ћерку. Није се поново женио током остатка живота.